# Casa da Família Queiroz Telles
A Casa da Família Queiroz Telles é um casarão histórico, construída no século XIX, era propriedade da Família Queiroz Telles. Localizada na cidade de Jundiaí, no estado de São Paulo. A casa é um patrimônio histórico tombado pelo Conselho Municipal do Patrimônio Cultural de Jundiaí, na data de 12 de fevereiro de 2008, sob o processo de nº 15.746/2008.
No ano de 1914 abrigou a Escola Paroquial Francisco Telles criada e mantida por Anna de Queiroz Telles, filha de Francisco Antônio de Queiroz Telles, Barão de Jundiaí. No ano de 1927, a propriedade foi doada para a Cúria de Jundiaí. A Escola precisou mudar para outro edifício e a casa passou a ser utilizada como sala paroquial

## Arquitetura
Edificação construída no final do século XIX, com um pavimento e porão. As paredes externas foram construídas em alvenaria de tijolos de barro maciços e revestidos com argamassa e o telhado coberto com telhas capa-canal. Na fachada, há uma porta de acesso e quatro janelas de madeira e vidros com desenhos florais. A casa passou por diversas alterações na edificação para adequar as necessidades da Escola Paroquial.